# Hyperdrive (Knight Area)
Hyperdrive is het studioalbum van Knight Area uit 2014. De muziekgroep heeft sinds het vorige studioalbum Nine Paths enige personele veranderingen doorgemaakt. Als gastmuzikant is aanwezig Arjen Lucassen van onder meer Ayreon en Stream of Passion. Het album werd gemixt door Joost van den Broek, die ook al voor Ayreon werkte. Opnamen werden gemaakt in de eigen geluidsstudio, basgitaar en slagwerk werden elders opgenomen.

## Musici
- Mark Smit –zang, piano op Songs from the past
- Gerben Klazinga – toetsinstrumenten
- Mark Bogert – gitaar
- Peter Vink – basgitaar, baspedalen
- Pieter van Hoorn – slagwerk

Met
- Arjen Lucassen - gitaar op Stepping out

## Muziek
| Nr. | Titel                                         | Duur |
| --- | --------------------------------------------- | ---- |
| 1.  | Afraid of the dark (Bogert, Smit)             | 5:47 |
| 2.  | The lost world (Vink, Mirjam van Doorn, Smit) | 5:18 |
| 3.  | Bubble (Klazinga, Smit)                       | 4:59 |
| 4.  | This day (Klazinga, Smit)                     | 4:44 |
| 5.  | Crimson skies (Bogert, Smit)                  | 4:09 |
| 6.  | Avenue of broken dreams (Klazinga, Smit)      | 4:32 |
| 7.  | Living in confusion (Klazinga, Smit)          | 5:32 |
| 8.  | Stepping out (Bogert)                         | 3:21 |
| 9.  | Running away (Bogert, Smit)                   | 2:56 |
| 10. | Songs from the past (Smit)                    | 3:35 |
| 11. | Hypnotized (Klazinga, Bogert, Smit)           | 7:39 |